# Oecetis thikanensis
Oecetis thikanensis är en nattsländeart som beskrevs av Martin E. Mosely 1939. Oecetis thikanensis ingår i släktet Oecetis och familjen långhornssländor. Inga underarter finns listade i Catalogue of Life.